# Хилдсбург (Калифорнија)
Хилдсбург (енгл. Healdsburg) град је у америчкој савезној држави Калифорнија. По попису становништва из 2010. у њему је живело 11.254 становника.

## Демографија
Према попису становништва из 2010. у граду је живело 11.254 становника, што је 532 (5,0%) становника више него 2000. године.
| Група             | 2000.         | 2010.         |
| Белци             | 7.265 (67,8%) | 7.038 (62,5%) |
| Афроамериканци    | 54 (0,5%)     | 56 (0,5%)     |
| Азијати           | 80 (0,7%)     | 125 (1,1%)    |
| Хиспаноамериканци | 3.090 (28,8%) | 3.820 (33,9%) |
| Укупно            | 10.722        | 11.254        |